# Marededeu de la cortina
La Marededeu de la cortina (en toscà: Madonna della Tenda, o Madonna amb il Bambino e San Giovannino, és una pintura del renaixentista italià Rafael Sanzio, datada del 1514. És una pintura a l'oli sobre taula amb 65,8 cm d'alçada i 51,2 cm d'amplària. Es conserva en la Alte Pinakothek de Munic, a Alemanya.
Mostra la Mare de déu abraçant el nen Jesús, mentre el xiquet Joan Baptista els mira. El dibuix de la pintura s'assembla al de la Verge de la cadira, de la mateixa època.
L'obra, pertanyent a la Col·lecció Reial espanyola, es trobava en el Monestir d'El Escorial, però la furtaren durant la Guerra del Francés. El 1813, la va dur a Anglaterra el marxant William Buchanan, que l'any següent la va vendre al rei Lluís I de Baviera.